# Міжнародний атлас хмар
Міжнаро́дний а́тлас хмар (англ. International Cloud Atlas) — всесвітній довідник з класифікації хмар та інших атмосферних явищ. Видавець — Міжнародна метеорологічна організація та її правонаступник Всесвітня метеорологічна організація. Перше видання здійснене у 1896 році. Був оновлений у 1930, 1956, 1975, 1987 та 2017 роках.

## Передумови створення та видання 1896—1987 років
Перша опублікована класифікація хмар відноситься до початку 19 століття і належить Жану Батисту Ламарку (1802). Цей французький натураліст не ставив за мету класифікувати усі існуючі хмари; він обмежився виокремленням їх певних форм, які, на його думку, були проявом загальних причин. Але ця робота, незважаючи на свою реальну цінність, не справила жодного враження навіть у Франції, і його систематизація хмар науковцями до уваги взята не була. Можливо, це було пов'язано з тим, що він вибрав дещо своєрідні французькі назви хмар, які не можна було б прийняти в інших країнах.
Справжній прорив у розробленні теорії загальної циркуляції атмосфери стався у 1803 році, коли лондонський хімік та метеоролог-аматор Люк Говард (Luke Howard) опублікував працю «Есе про видозміни хмар» (Essay on the Modification of Clouds) у якій викладена незалежна від Ламарка хмарна класифікація, яка в значній мірі залишається тією, яку ми використовуємо сьогодні. У той час, як Ламарк задовольнявся визначенням і називанням певної кількості цікавих форм, Говард вирішив створити повну класифікацію, що охоплює усі можливі випадки, і, що важливо, почав пропонувати фізичні механізми, що лежать в основі формування купчастих, шаруватих та перистих хмар. З цих трьох основних типів усі інші були отримані шляхом переходу чи асоціації.
У 1855 році французький метеоролог Емілієн Жан Рено (Émilien Jean Renou) провів свою класифікацію хмар за висотою і ввів до неї хмари середньої висоти від 2 км. до 7 км — високо-купчасті та високо-шаруваті хмари.
Перша спроба використовувати фотографії для класифікації хмар була зроблена шведським метеорологом Гуґо Гільдебрандом Гільдебрандсоном (Hugo Hildebrand Hildebrandsson) у 1879 році, який підготував Хмарний атлас з 16 зображеннями.

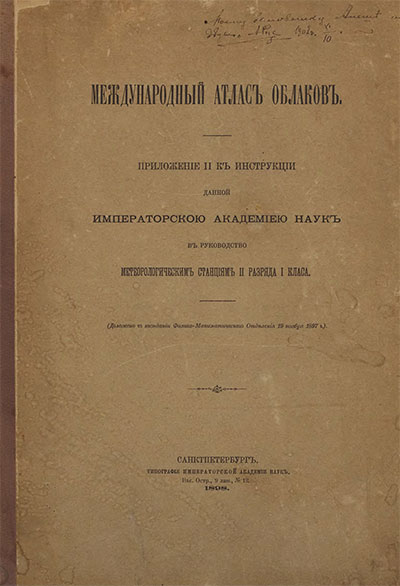
Російське видання 1898 року

У 1887 Гуґо Гільдебранд Гільдебрандсон та шотландський метеоролог Ральф Аберкромбі (Hon. Ralph Abercromby) оприлюднюють нову хмарну класифікацію, згідно з якою висота стає основою для поділу хмар на 3 родини: високі, середні та низькі.
У 1890 році Гуґо Гільдебранд Гільдебрандсон разом з російсько-німецьким метеорологом Владіміром Кьоппеном та німецьким вченим Ґеорґом Бальтазаром фон Ноймайером (Georg Balthasar von Neumayer) видають 4-мовний Хмарний атлас на німецькій, французькій, англійській та шведській мовах з 10 кольоровими малюнками олійною фарбою та 12 додатковими меншими фотографіями різновидів хмар. Міжнародна метеорологічна конференція, що відбулася у 1891 році в Мюнхені, схвалила методологію, класифікацію та термінологію хмарних спостережень авторства Люка Говарда, Гуґо Гільдебранда Гільдебрандсона та Ральфа Аберкромбі і надала дозвіл на створення спеціального комітету для остаточного розгляду класифікації та її публікації з ілюстраціями у формі атласу. Комітет зібрався в Уппсалі у серпні 1894 року і приступив до вибору ілюстрацій, які будуть відтворені у атласі. Намагаючись всебічно та об'єктивно відібрати зображення для атласу комітетом було влаштовано виставку з понад трьохсот хмарних світлин та ескізів, які надійшли на розгляд з усіх куточків світу. Комітет, до складу якої входили Гільдебрандссон та співавтори атласу — швейцарський метеоролог Альберт Ріґґенбах (Albert Riggenbach) та французький метеоролог Леон Тейссеренк де Борт (Leon Teisserenc de Bort), зіткнувся з технічними та особливо фінансовими труднощами при підготовці атласу. Зрештою, Тейссеренк де Борт взяв на себе одноособову відповідальність за виготовлення та публікацію у 1896 році першого Міжнародного Атласу хмар. Ця робота містила 28 кольорових фотографічних зображень з визначеннями і описами хмар та інструкціями з хмарних спостережень на трьох мовах: французькою, німецькою та англійською. У 1898 році Російська Імператорська академія наук видала Атлас російською мовою. Без істотних змін Міжнародний атлас хмар був перевиданий у Парижі у 1910 році.

ПЕРШЕ ВИДАННЯ МІЖНАРОДНОГО АТЛАСУ ХМАР 1896 РОКУ
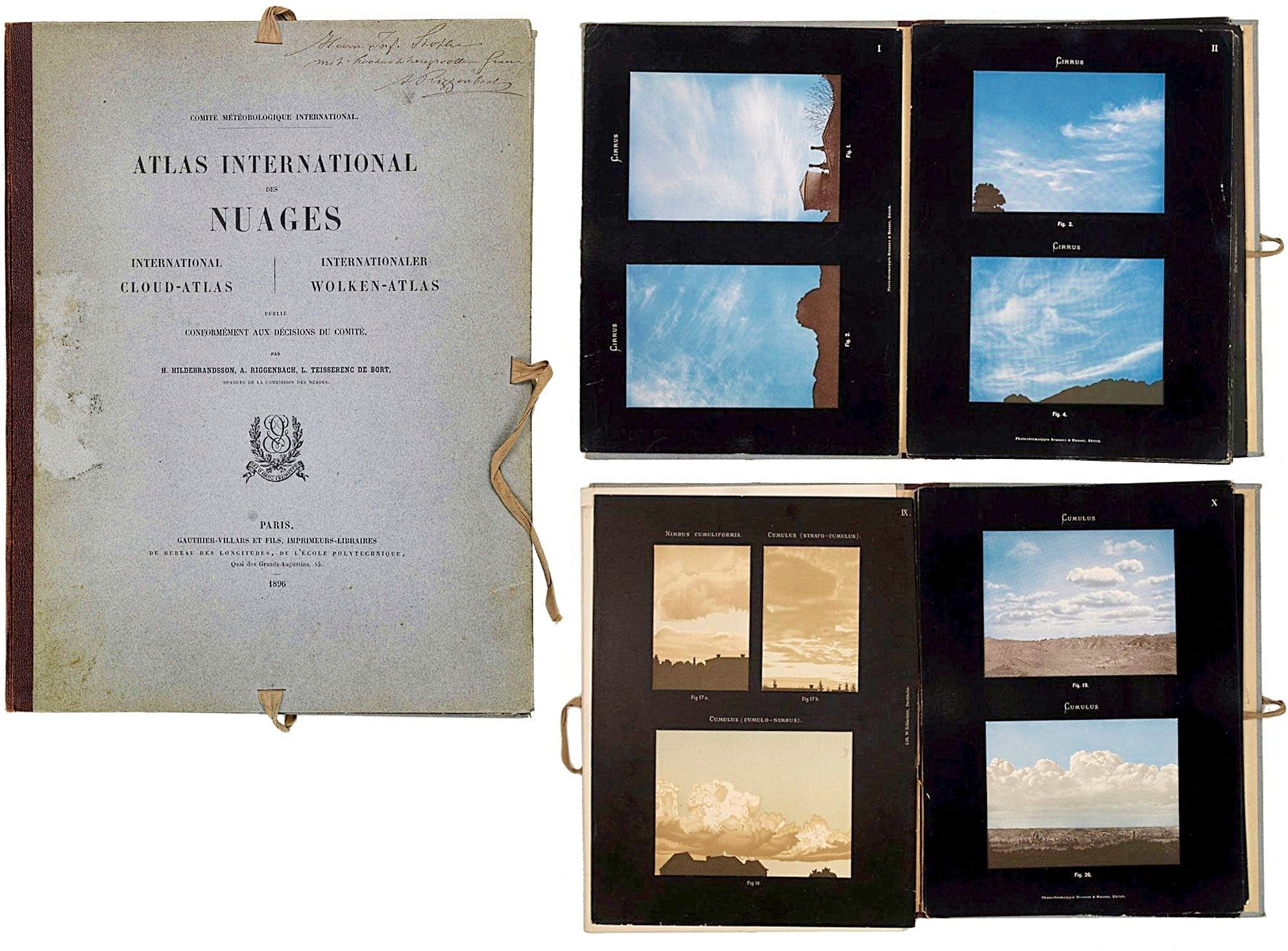
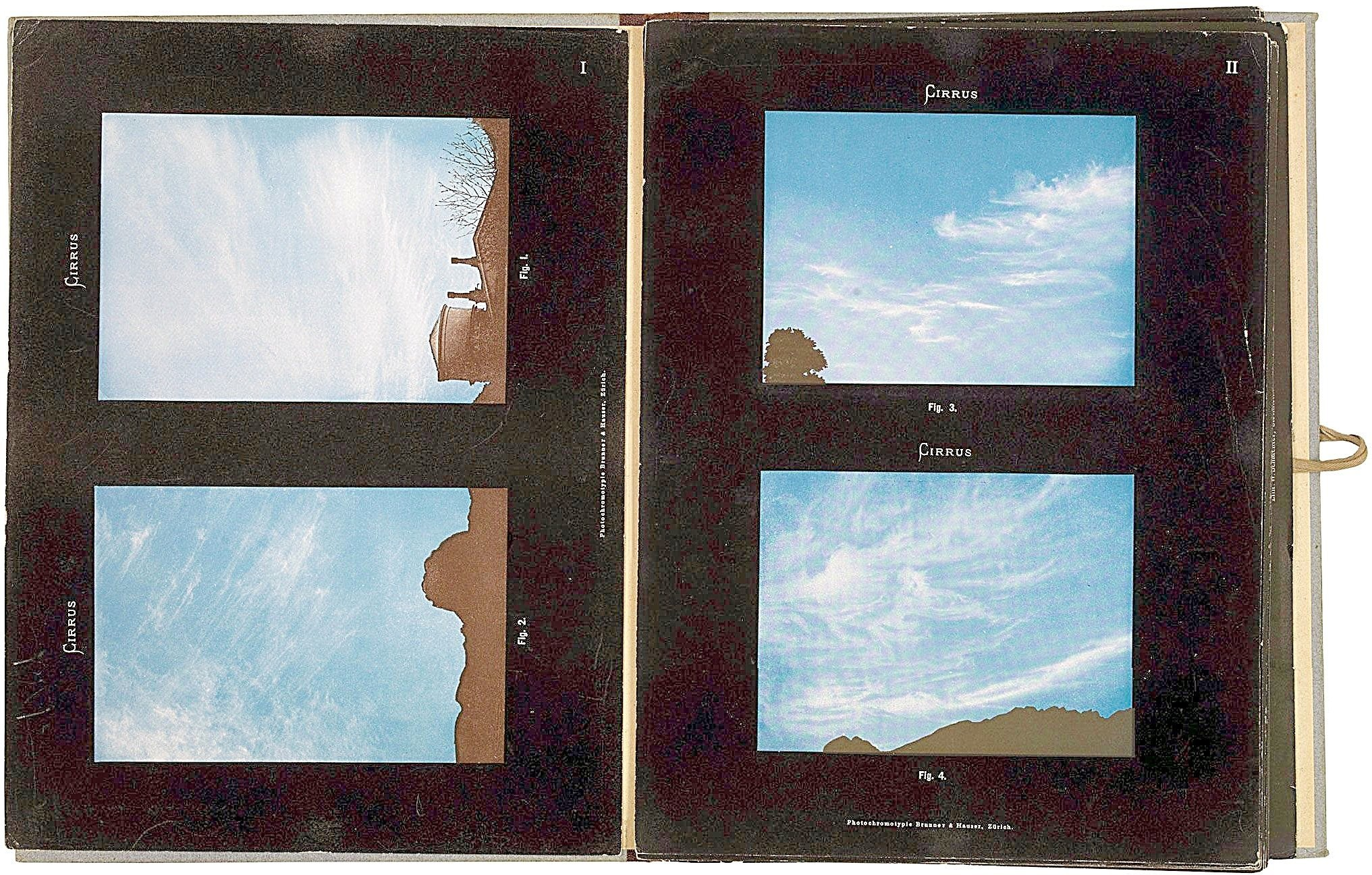
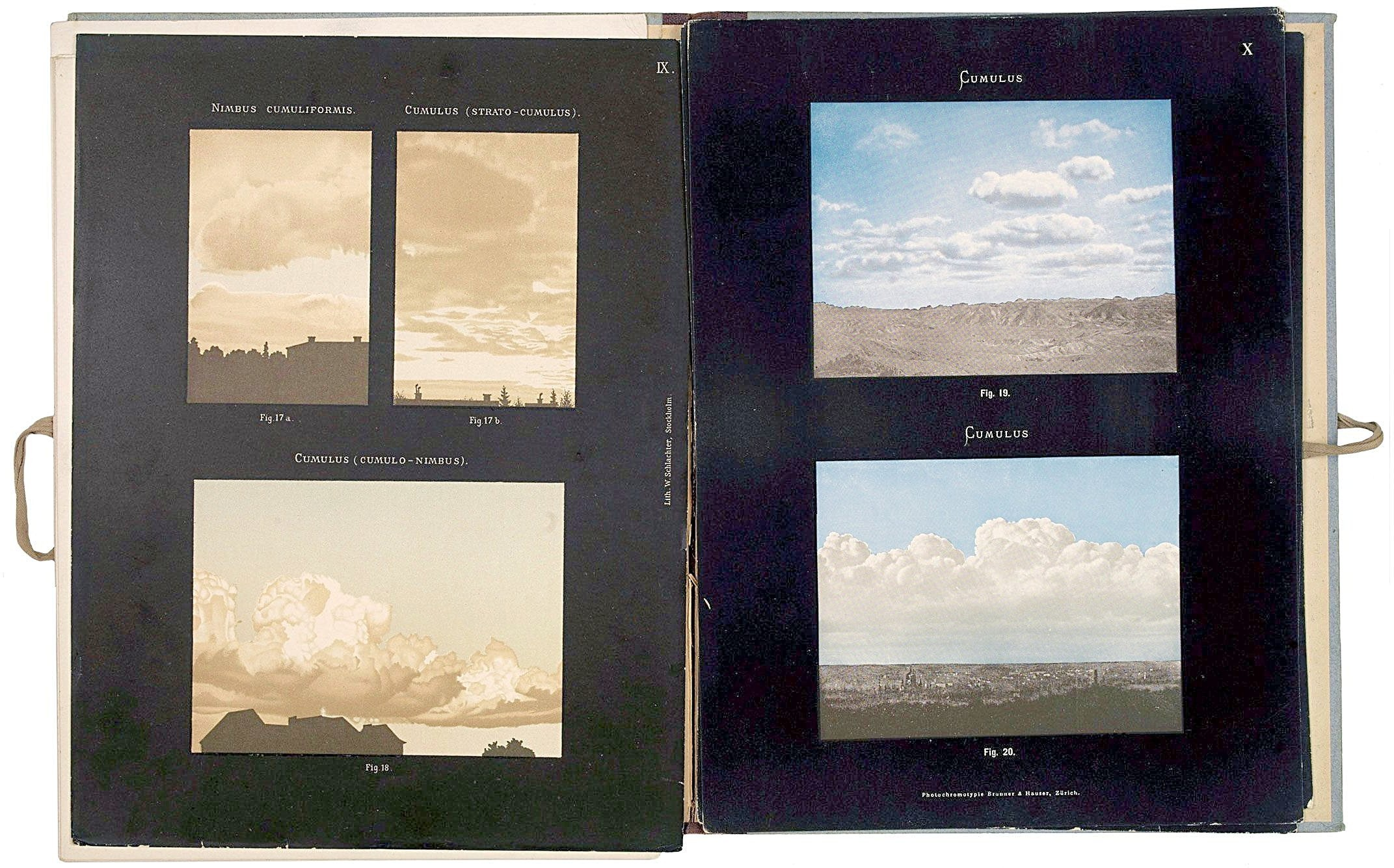
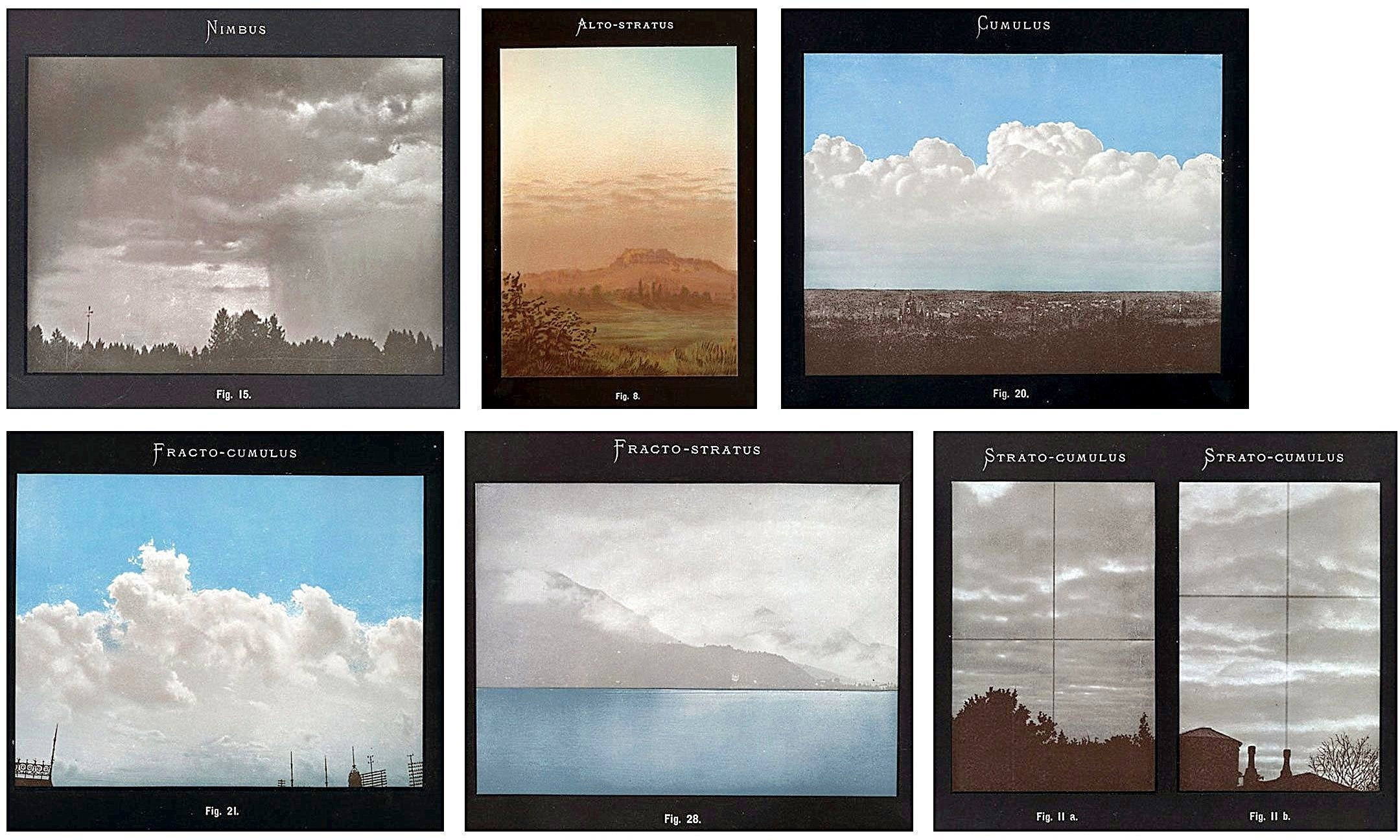

Розвиток авіації стимулював інтерес до хмарних утворень та їх важливості як допоміжного засобу в короткостроковому прогнозуванні погоди і призвів до створення у Лондоні у 1921 році нової Міжнародної комісії з вивчення хмар та до публікації нового масштабного видання — «Міжнародного атласу хмар та стану неба»: спочатку у 1930 році скороченого видання з 41 фотографією та схемою, у 1932 році — повного видання з 174 зображенням. Видання було перевидане у 1939 році із незначними змінами. Атлас був виданий офіційно на трьох мовах: спочатку французькою, з якої здійснений переклад англійською та німецькою мовами. До неофіційних перекладів Атласу належать видання каталонською (1932, 1935), нідерландською (1941, 1948) та ін. мовами.
У Радянському Союзі скорочене видання Атласу хмар російською мовою було видане у 1933 році, у 1940 році вийшло його розширене видання.
У 1947 році розпочалась підготовка нового видання Атласу і в 1956 році перероблений Міжнародний атлас хмар був виданий у 2-х томах (том I — текст, том II — ілюстрації). Видання 1956 року було вперше опубліковано у двох томах, розділивши текстову частину від візуальної. Це знизило витрати та полегшило публікацію перекладних видань. У 1958 році атлас був перекладений норвезькою мовою (Internasjonalt skyatlas), у 1959 році — польською мовою (Międzynarodowy atlas chmur; atlas skrócony). Чеською мовою атлас вийшов у 1965 році (Mezinárodní atlas oblaků), голландський переклад був опублікований у 1967 році (Wolkenatlas. Bewerkt naar de Internationale verkorte wolkenatlas van de Meteorologische Wereldorganisatie). Другий том атласу містив 224 зображення з анотаціями, що ілюстрували 10 основних хмарних родів (родин), поділених на 14 видів на основі форми та структури хмари. Описано також дев'ять загальних сортів хмар на основі їх прозорості та геометричного розташування.
Наступне видання Атласу було здійснене у 1975 та 1987 роках — у 1975-му виданий його перший том: «Посібник з спостережень за хмарами та іншими метеорами», що містив повний огляд усіх відомих на той час хмар, проявів їх фізики, номенклатури, методів спостереження та огляд історичної основи хмарних досліджень з повним посиланням на літературу, у 1987-му другий том — альбом із 224 кольорових та чорно-білих фотографій хмар, хмарних утворень, оптичних явищ та форм опадів з пояснювальним текстом до них.

## Видання 2017 року
На початку 2017 року, офіційно, як окремий вид, до “Міжнародного атласу хмар” було включено Валові хмари, або так званого "грозового коміра".